# 창고기
창고기(槍-, 학명: Branchiostoma lanceolatum) 또는 유럽창고기는 창고기강 창고기목에 속하는 척추동물의 일종인 수생 여과 섭식동물으로, 어류를 닮았으나 어강에 속하지 않으며 척삭동물문의 두삭동물아문에 속한다. 척삭은 존재하지만 척추는 존재하지 않으며, 척추동물의 진화사를 연구하는 데 주요한 자료이자 모델 생물이 되는 동물이다.

## 신체 구조

창고기의 해부학적 도해

창고기는 앞뒤로 길쭉한 신체를 갖고 있고, 좌우로는 납작하며 양 끝은 뾰족하다. 전신을 관통하는 척삭은 세포들이 모여 서로 단단히 매인 형태로 구성되어 있다. 척추동물과는 달리 다 자란 이후에도 좀더 단단해지고 등 쪽에 관 모습으로 뻗은 뇌포(腦胞)의 형태로 척삭이 유지된다. 척삭 위쪽으로는 신경관이 흐르며, 신경관은 머리 끄트머리에 단 한 개로 나 있는 홑전두안과 연결된다.
입은 가느다란 극모가 20~30개씩 난 채로 신체 하부에 뚫려 있으며, 소화관은 척삭 바로 아래를 따라 입구멍에서 시작해 꼬리 끝보다 앞쪽에 위치한 항문까지 이어진다. 꼬리에는 수직으로 난 꼬리지느러미가 돋아나 있다. 호흡은 몸 가운데 부분에 나 있는 아가미를 물이 지나가면서 이루어지며, 아가미 뒤에는 생식소가 위치한다.
몸빛은 진주색으로, 반투명하기 때문에 속이 비쳐 보여 외부에서도 내부 장기를 관찰할 수 있다. 창고기의 전체적인 외형은 물고기의 원시적인 형태와 흡사하며, 그 몸길이는 최대 6cm까지 성장한다.

## 분포와 서식
창고기는 대서양 북동부의 연안 지대에서 주로 서식하며, 북쪽으로는 북위 67도의 노르웨이 해안부터 남쪽으로 지중해와 흑해 연안까지 분포한다. 수에즈 운하 개통의 영향으로 인도 및 동아프리카 연안 등 인도양에서 발견되는 일도 생겼다.
비교적 연질인 모래, 조갈, 조가비 바닥에 굴을 틀어 생활하며, 바닥재를 이루는 알갱이의 굵기에 예민한 편이다. 깊게는 간조선으로부터 40m 이하까지 서식할 수 있다.

## 생태
생후 2~3년이면 성숙하며, 북해에서는 6~7월에 걸쳐 번식을 한다. 1년에 1번 번식하며, 번식기에는 여러 창고기들이 바다 밑바닥에 떼지어 모인다. 알은 체외수정되며, 갓 알에서 깬 유생은 기질 속에서 지내다가 어느 정도 자라면 헤엄칠 수 있게 된다. 유생은 몸이 길쭉하고 좌우로 납작하며, 인두새열 주위가 부푼 모습을 하고 있다. 성장곡선에 따라서 구멍의 수는 6개에서 19개로 점차 늘어난다.
유생 단계에서 창고기는 수직으로 유영하면서 하루를 보낸다. 저녁에는 해표면으로 올라왔다가 아침이 되면 수층을 따라 아래로 내려간다. 이렇게 하강하는 동안 유생은 식물성 플랑크톤·요각류·유기물 찌꺼기를 섭취한다. 표층수에서는 해류에 실린 채 이동한다. 유생 단계는 200일가량 지속된다.